# Doeringiella potrerillensis
Doeringiella potrerillensis är en biart som först beskrevs av Jensen-haarup 1909.  Doeringiella potrerillensis ingår i släktet Doeringiella och familjen långtungebin. Inga underarter finns listade i Catalogue of Life.